# Institucionalização
Institucionalização é o termo usado para descrever tanto o processo de, quanto os prejuízos causados a seres humanos pela aplicação opressiva ou corrupta de sistemas de controle sociais, médicos ou legais inflexíveis por instituições públicas, ou sem fins lucrativos criadas originalmente com fins e razões benéficas. Está normalmente associada às chamadas instituições totais.
Alguns pensadores contemporâneos argumentam que muitas pessoas que trabalham em grandes instituições podem ficar institucionalizadas. As estruturas e rotinas de suporte podem levar ao estreitamento ou redução do senso crítico individual. Este estado mental subserviente pode levar ao desprezo ou a reações retardadas a alterações externas à organização prejudicando sua adaptação a novas circunstâncias.
O Brasil conta hoje com um movimento de desintitucionalização significativo inserido dentro da reforma psiquiátrica brasileira.

## Histórico

### Reino Unido
Os perigos da institucionalização foram reportados e criticados por reformadores quase que desde a criação destas instituições. Charles Dickens foi um porta-voz e crítico pioneiro e contumaz. Muitos de seus romances, em particular Oliver Twist e Tempos Difíceis demonstram suas percepções do prejuízo que instituições totais podem causar nos seres humanos.
Enoch Powell, então Ministro da Saúde inglês no início dos anos 1960, foi um opositor tardio movido pelo que testemunhou em suas visitas a manicômios. Seu famoso discurso da "caixa d'água" em 1961 pedia o fechamento de todos os manicômios do NHS (sistema de saúde inglês) e sua substituição por alas em hospitais gerais.
"Lá eles permanecem, isolados, majestosos, imperiais aninhados sob a gigantesca caixa d'água e chaminé combinadas, erguendo-se inconfundíveis, aterrorizando a partir do interior - os manicômios que nossos ancestrais construíram com tamanha solidez para exprimir as idéias de outro tempo. Nem por um momento subestimem sua força de resistência a nosso assalto. Deixem-me descrever algumas das defesas que teremos que sobrepujar."
Escândalo após escândalo se seguiu, com muitas investigações públicas prolíficas. Envolveram a divulgação de abusos como técnicas cirúrgicas não-científicas como a lobotomia, o uso experimental de drogas poderosas como o LSD e a negligência e abuso generalizados de pacientes vulneráveis nas Américas e Europa. O crescente movimento da Reforma Psiquiátrica nos anos 1960 e 1970 levou, na Itália, ao primeiro desafio legal bem sucedido à autoridade dos manicômios e hospitais psiquiátricos culminando em seu fechamento.
Durante os anos 1980 e 1990 a população hospitalizada por distúrbios mentais começou a cair rapidamente, principalmente devido à morte dos internos de longa data. Esforços significativos foram realizados para re-abrigar grandes quantidades de internos em uma variedade de serviços alternativos adequados. O primeiro hospital com mais de 1.000 leitos a ser fechado foi o de Darenth Park em Kent, rapidamente seguinte de muitos outros por todo o Reino Unido. A pressa em fechá-los, estimulada pelos governos conservadores liderados por Margaret Thatcher e John Major levou a imprensa inglesa a criticar consideravelmente o processo pois alguns ex-internos não foram devidamente atendidos pela rede de assistência, chegando a ficar desabrigados ou acabaram levados para mini-instituições privadas de baixa qualidade.